# 0.TO.10
0.TO.10 foi uma turnê realizada pelo grupo sul-coreano Big Bang, como parte de suas comemorações de aniversário de dez anos. Composta por concertos realizados no Japão, Coreia do Sul e Hong Kong, a turnê iniciou-se em 29 de julho de 2016 e foi concluída em 22 de janeiro de 2017, com 24 apresentações para um público de mais de 1,1 milhão de pessoas. Os concertos foram transmitidos ao vivo nos cinemas do Japão, pela plataforma chinesa Tencent QQ e pelo aplicativo sul-coreano "V" do portal Naver. 
O concerto realizado no Seul World Cup Stadium, em 20 de agosto de 2016, atraiu um público total de 65 mil pessoas, estabelecendo o recorde de apresentação de maior público obtido por um único artista na Coreia do Sul. Além disso, o  Big Bang tornou-se o artista com o maior poder de mobilização em um concerto no Japão no ano de 2016. 

## Desenvolvimento e recepção comercial

### Japão
Em março de 2016, foi anunciado que o Big Bang iria realizar concertos especiais por seu aniversário de dez anos no Yanmar Stadium Nagai em Osaka, com duas apresentações em 30 e 31 de julho. A expectativa, era de que 110,000 mil pessoas comparecessem aos concertos. Contudo, mais de 450,000 pessoas se inscreveram para comprar os ingressos, o que levou a adição de mais uma data em 29 de julho. A apresentação de 30 de julho, foi transmitida ao vivo através de 148 cinemas em 47 províncias japonesas. Um total de 165,000 mil ingressos foram vendidos para as três apresentações.
Em 28 de julho de 2016, a YG Entertainment anunciou a quarta turnê do grupo nas arenas de cúpula do país. Com isso, o grupo quebrou seu próprio recorde ao tornar-se o primeiro artista estrangeiro a realizar uma turnê nas arenas de cúpula por quatro anos consecutivos.  Devido a grande demanda, três concertos foram adicionados ao Kyocera Dome como concertos extras, com um total um público total estimado em 781.500 mil pessoas. Em 7 de setembro, a YGEX anunciou que a turnê 0.TO.10 seria o projeto final das comemorações de aniversário do Big Bang. Posteriormente, mais de um milhão de pessoas se escreveram para comprar os ingressos. Os concertos fizeram do grupo, o artista com o maior poder de mobilização em um concerto no Japão no ano de 2016, e a primeira vez que um artista não japonês figurou no topo da lista.

### Coreia do Sul

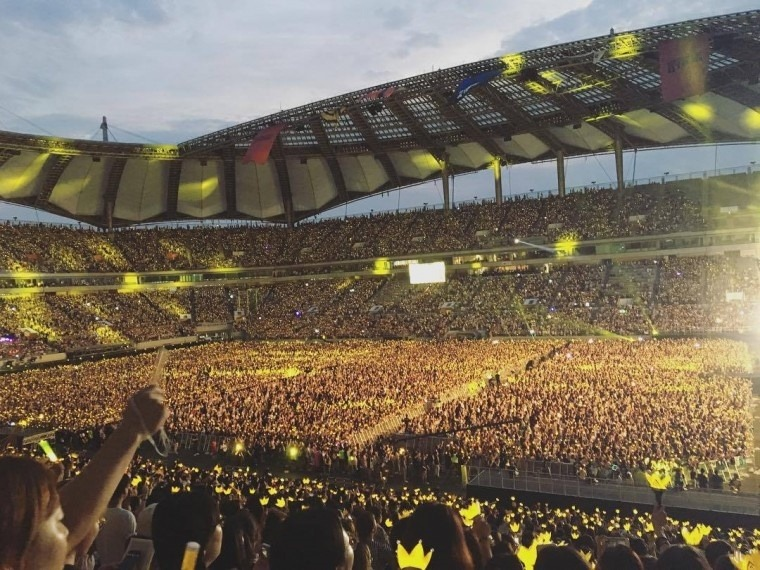
Público presente durante concerto realizado em 20 de agosto de 2016, no Seul World Cup Stadium na Coreia do Sul.

Em junho de 2016, foi anunciado um concerto único a ser realizado em 20 de agosto de 2016, no Seul World Cup Stadium em Seul, marcando a data de aniversário de dez anos da estreia do Big Bang. Os ingressos foram disponibilizados para venda em 14 de julho e foram vendidos em menos de trinta minutos. Em 18 de julho, uma parte dos ingressos foi colocado a venda exclusivamente para o público chinês, que os esgotou em nove minutos, o que ocasionou em um total de 1,98 milhões de logins na plataforma de vendas dos ingressos. Após a enorme demanda pelos mesmos, mais cinco mil lugares foram adicionados apesar de mal localizados. O concerto atraiu 65,000 mil pessoas, tornando-se a maior audiência de um concerto sul-coreano realizado por um único artista no país.
A sua transmissão online e simultânea, foi disponibilizada para compra através da plataforma Tencent QQ na China e pelo aplicativo "V" da Naver na Coreia do Sul. Em 24 de agosto, um total de três milhões de pessoas já haviam assistido ao concerto. A apresentação no país gerou uma receita de dez bilhões de wones (cerca de $8,8 milhões de dólares). No ano seguinte, mais dois concertos extras foram realizados em 7 e 8 de janeiro no Gocheok Sky Dome.

## Evento especial
Juntamente com a turnê, o Big Bang realizou um evento especial chamado de Big Bang Special Event - Hajimari no Sayonara, consistindo em sete apresentações no Japão e um na Coreia do Sul. Durante os eventos, os membros se apresentaram com canções ao vivo e realizaram conversas com o público.

## Repertório
1. "My Heaven"
2. "We Like 2 Party"
3. "Hands Up"
4. "Bad Boy"
5. "Loser"
6. "Gara Gara Go!!"
7. "Let's Talk About Love" (Seungri)
8. "Strong Baby" (Seungri)
9. "Wings" (Daesung)
10. "Look at Me, Gwisun" (Daesung)
11. "Joyful" (Daesung & Seungri)
12. "Hearbreaker" (G-Dragon)
13. "Crayon" (G-Dragon)
14. "High High" (GD&TOP)
15. "Good Boy" (GD X Taeyang)
16. "Doom Dada" (T.O.P)
17. "Eyes, Nose, Lips" (Taeyang)
18. "Only Look at Me" (Taeyang)
19. "Ringa Linga" (Taeyang)
20. "If You"
21. "Haru Haru"
22. "Bang Bang Bang"
23. "Fantastic Baby"
24. "Sober"

Bis
1. "Last Farewell" + "Sunset Glow" + "Lies"
2. "Koe wo Kikasete"
3. "Feeling"

Segundo Bis
1. "Bae Bae"

1. "My Heaven"
2. "We Like 2 Party"
3. "Hands Up"
4. "Bad Boy"
5. "Loser"
6. "Mapsosa, Fear, Lollipop, Gara Gara Go!! & Still Alive" (DJ Seungri)
7. "Feeling"
8. "Let's Talk About Love" (Seungri)
9. "Strong Baby" (Seungri)
10. "Wings" (Daesung)
11. "Look at Me, Gwisoon" (Daesung)
12. "Crooked (G-Dragon Cover)" (Daesung & Seungri)
13. "Hearbreaker" (G-Dragon)
14. "Crayon" (G-Dragon)
15. "High High" (GD&TOP)
16. "Good Boy" (GD X Taeyang)
17. "Act Like Nothing Is Wrong" + "Doom Dada" (T.O.P)
18. "Eyes, Nose, Lips" (Taeyang)
19. "Only Look at Me" (Taeyang)
20. "Ringa Linga" (Taeyang)
21. "If You"
22. "Haru Haru"
23. "Bang Bang Bang"
24. "Fantastic Baby"
25. "Sober"

Bis
1. "Last Farewell" + "Sunset Glow" + "Lies"
2. "Always"

Segundo Bis
1. "Bae Bae"

- Em 31 de julho de 2016, durante sua terceira apresentação no Japão, GD&TOP interpretaram "Knock Out" no lugar de "High High".
- Em 2017, o Big Bang modificou o repertório da turnê, onde interpretou "Fxxk It" e "Last Dance" no lugar de "Feeling" e "Haru Haru", além disso, adicionou "Girlfriend" como parte de seu segundo bis.

- Choice37 apresentou-se como o ato de abertura durante os concertos realizados entre 29 a 31 de julho de 2016 no Japão e 21 e 22 de janeiro de 2017 em Hong Kong.
- Psy apresentou-se no concerto realizado em 20 de agosto de 2016, onde parabenizou o aniversário de dez anos do grupo e interpretou suas canções "Champion" e "Gangnam Style".[20]

## Datas da turnê
| Data                   | Cidade      | País          | Local                                                  | Público   |
| ---------------------- | ----------- | ------------- | ------------------------------------------------------ | --------- |
| 29 de julho de 2016    | Osaka       | Japão         | Yanmar Stadium Nagai                                   | 165,000   |
| 30 de julho de 2016    | Osaka       | Japão         | Yanmar Stadium Nagai                                   | 165,000   |
| 31 de julho de 2016    | Osaka       | Japão         | Yanmar Stadium Nagai                                   | 165,000   |
| 20 de agosto de 2016   | Seul        | Coreia do Sul | Seoul World Cup Stadium                                | 65,000    |
| 5 de novembro de 2016  | Tóquio      | Japão         | Tokyo Dome                                             | 781,500   |
| 6 de novembro de 2016  | Tóquio      | Japão         | Tokyo Dome                                             | 781,500   |
| 19 de novembro de 2016 | Fukuoka     | Japão         | Fukuoka Dome                                           | 781,500   |
| 20 de novembro de 2016 | Fukuoka     | Japão         | Fukuoka Dome                                           | 781,500   |
| 25 de novembro de 2016 | Osaka       | Japão         | Kyocera Dome                                           | 781,500   |
| 26 de novembro de 2016 | Osaka       | Japão         | Kyocera Dome                                           | 781,500   |
| 27 de novembro de 2016 | Osaka       | Japão         | Kyocera Dome                                           | 781,500   |
| 2 de dezembro de 2016  | Nagoia      | Japão         | Nagoya Dome                                            | 781,500   |
| 3 de dezembro de 2016  | Nagoia      | Japão         | Nagoya Dome                                            | 781,500   |
| 4 de dezembro de 2016  | Nagoia      | Japão         | Nagoya Dome                                            | 781,500   |
| 9 de dezembro de 2016  | Fukuoka     | Japão         | Fukuoka Dome                                           | 781,500   |
| 10 de dezembro de 2016 | Fukuoka     | Japão         | Fukuoka Dome                                           | 781,500   |
| 11 de dezembro de 2016 | Fukuoka     | Japão         | Fukuoka Dome                                           | 781,500   |
| 27 de dezembro de 2016 | Osaka       | Japão         | Kyocera Dome                                           | 781,500   |
| 28 de dezembro de 2016 | Osaka       | Japão         | Kyocera Dome                                           | 781,500   |
| 29 de dezembro de 2016 | Osaka       | Japão         | Kyocera Dome                                           | 781,500   |
| 7 de janeiro de 2017   | Seul        | Coreia do Sul | Gocheok Sky Dome                                       | 64,000    |
| 8 de janeiro de 2017   | Seul        | Coreia do Sul | Gocheok Sky Dome                                       | 64,000    |
| 21 de janeiro de 2017  | Kowloon Bay | Hong Kong     | East Kowloon Cruise Terminal Outdoor Activities Square | 40,000    |
| 22 de janeiro de 2017  | Kowloon Bay | Hong Kong     | East Kowloon Cruise Terminal Outdoor Activities Square | 40,000    |
| Total                  | Total       | Total         | Total                                                  | 1,115,500 |

## Ficha técnica
| Pessoal principal - Organizador da turnê: YG Entertainment - Diretor da turnê: Big Bang (G-Dragon, T.O.P, Taeyang, Daesung e Seungri) e Lee Jae Wook - Diretor de performance ao vivo: Jeung Chi Young - Diretor de coreografia: Lee Jae Wook - Diretora de visual, estilista: Gee Eun - Dançarinos: HiTech e Crazy | Banda - Vocais: Big Bang - Diretor musical/Teclado 1: Gil Smith II - AMD/Baixo: Omar Dominick - Bateria: Bennie Rodgers II - Teclado 2: Dante Jackson - Guitarra: Justin Lyons - Programador: Adrian "AP" Porter |